# Sichuan Bei Lu
Sichuan Bei Lu (chiń. 邮电新村站) – stacja początkowa metra w Szanghaju, na linii 10. Zlokalizowana jest pomiędzy stacjami Hailun Lu i Tiantong Lu. Została otwarta 10 kwietnia 2010.